# 北车前
北车前（学名：Plantago media）为车前科车前属下的一个种。

## 扩展阅读
維基物種上的相關：北车前